# Gallo-Romeins Museum (Tongeren)

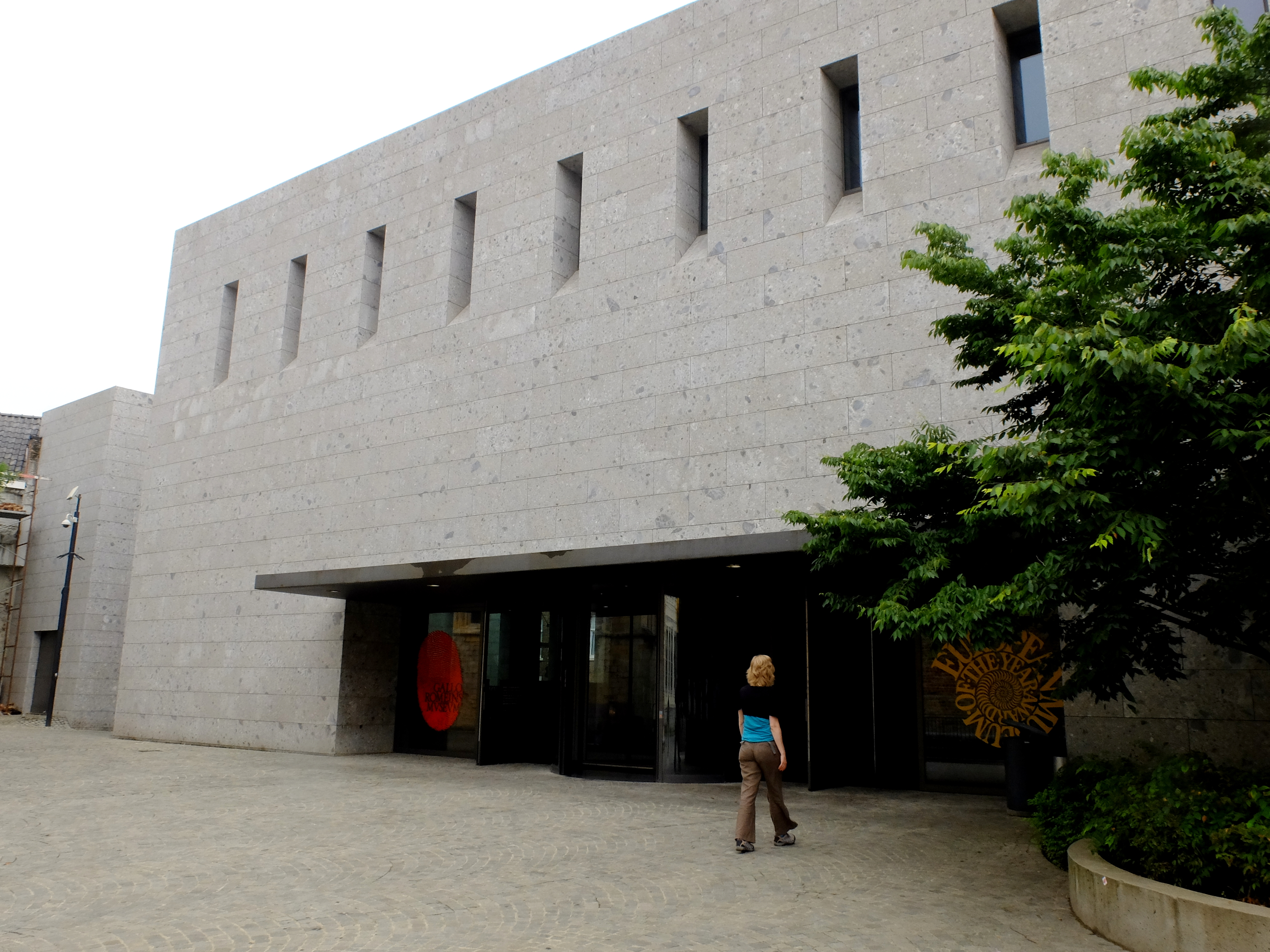
De ingang van het museum

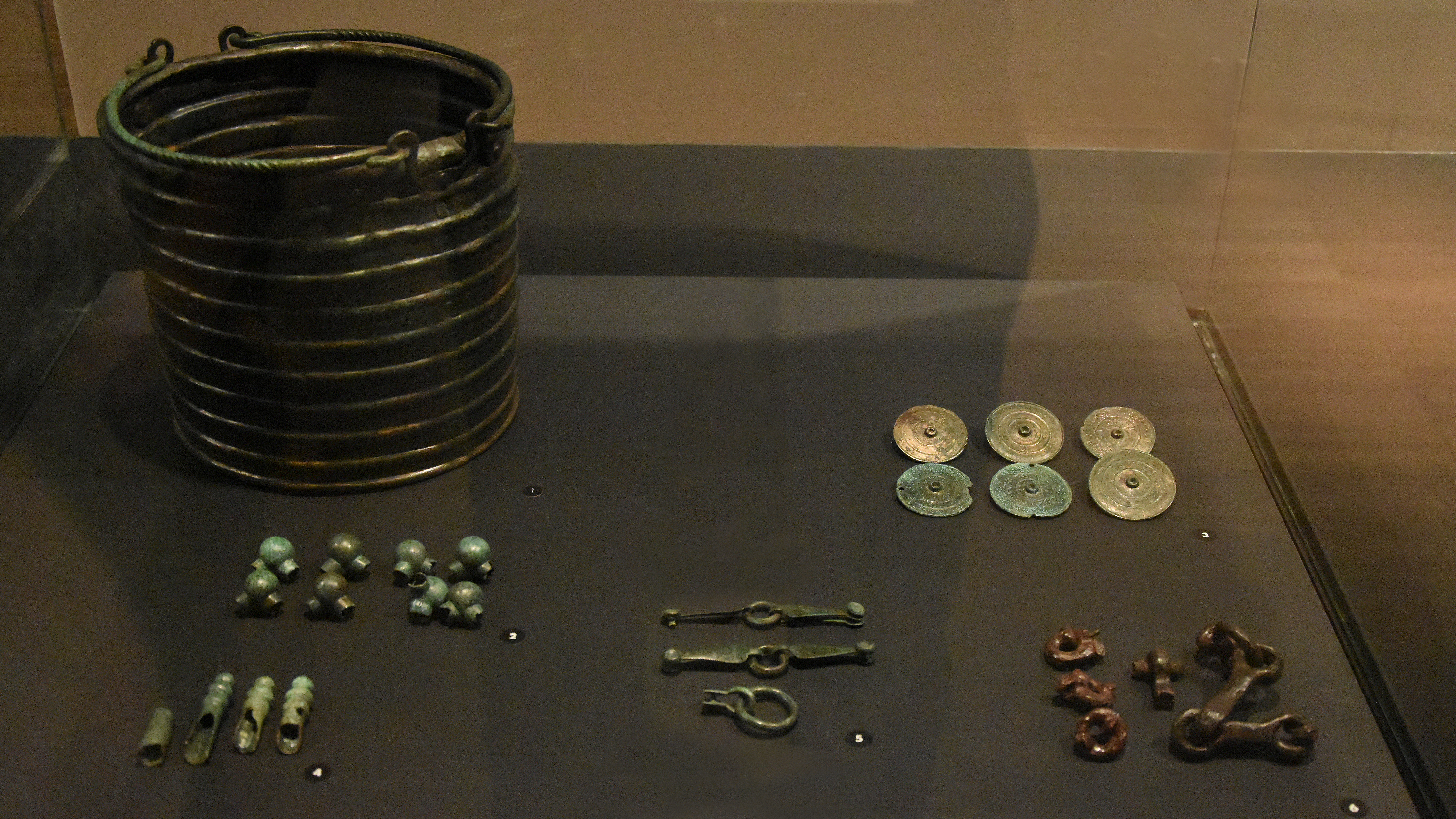
Grafvondsten uit het archeologisch park de Rieten

Het Gallo-Romeins Museum in Tongeren is een Gallo-Romeins museum beheerd door de stad Tongeren.

## Situering
Het Provinciaal Gallo-Romeins Museum in Tongeren werd in 1954 geopend. Reeds van in de 19e eeuw was er een opbouw van een collectie archeologische vondsten, verzameld door het Koninklijk Geschied- en Oudheidkundig Genootschap van Tongeren. Vanaf 1854 werden gedeeltes van deze collectie in de stad tentoongesteld. In 1937 opende in het Begijnhof van Hasselt het Provinciaal Museum, en werden de belangrijkste stukken daar tentoongesteld. Ze zouden pas in 1954 bij de opening van het museum in Tongeren terugkeren.
Schenkingen en opgravingen van de buitendienst van het museum en de Nationale Dienst voor Opgravingen breidden de collectie uit. Het bezoekersaantal steeg tot 20.000 per jaar. De bestendige deputatie keurde een nieuwbouw goed en in 1994 opende het museum in een nieuw gebouw van architect Alfredo De Gregorio. De nieuwe opstelling en presentatie en de vernieuwde museumwerking deden het bezoekersaantal verder stijgen. In 2006 werd een tweede nieuwbouwproject aangevat om de museumsite verder uit te breiden.
In 2018 droeg de Belgische provincie Limburg het beheer van het museum over aan de stad Tongeren.
De tentoonstelling begint met de eerste bewoners van de regio, de neanderthalers. Op de tweede verdieping gaat het door met verschillende golven van landbouwers, zoals de klokbekercultuur. De derde verdieping is gewijd aan de Romeinse tijd.

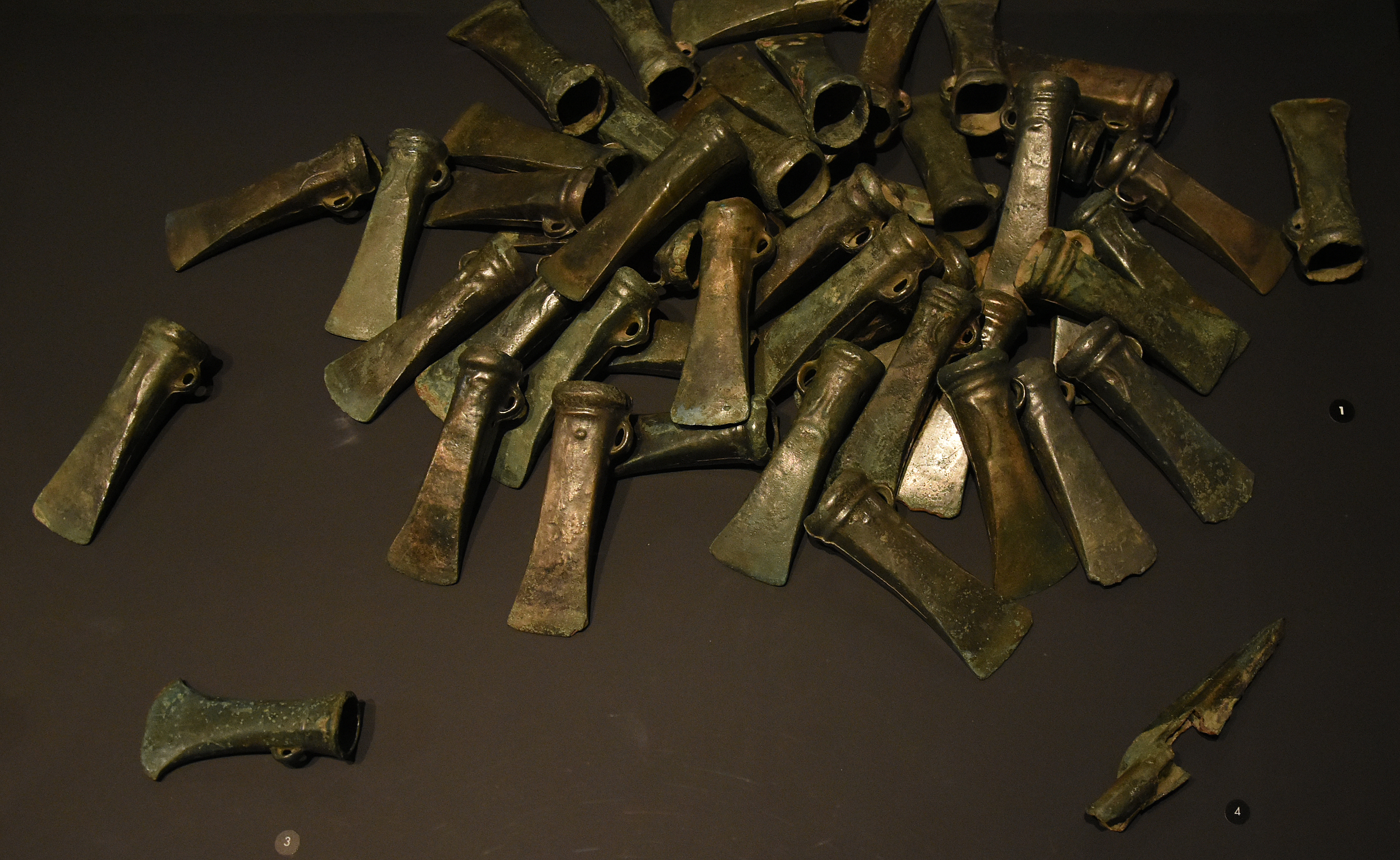
Het bronsdepot van Heppeneert

## Onderscheidingen

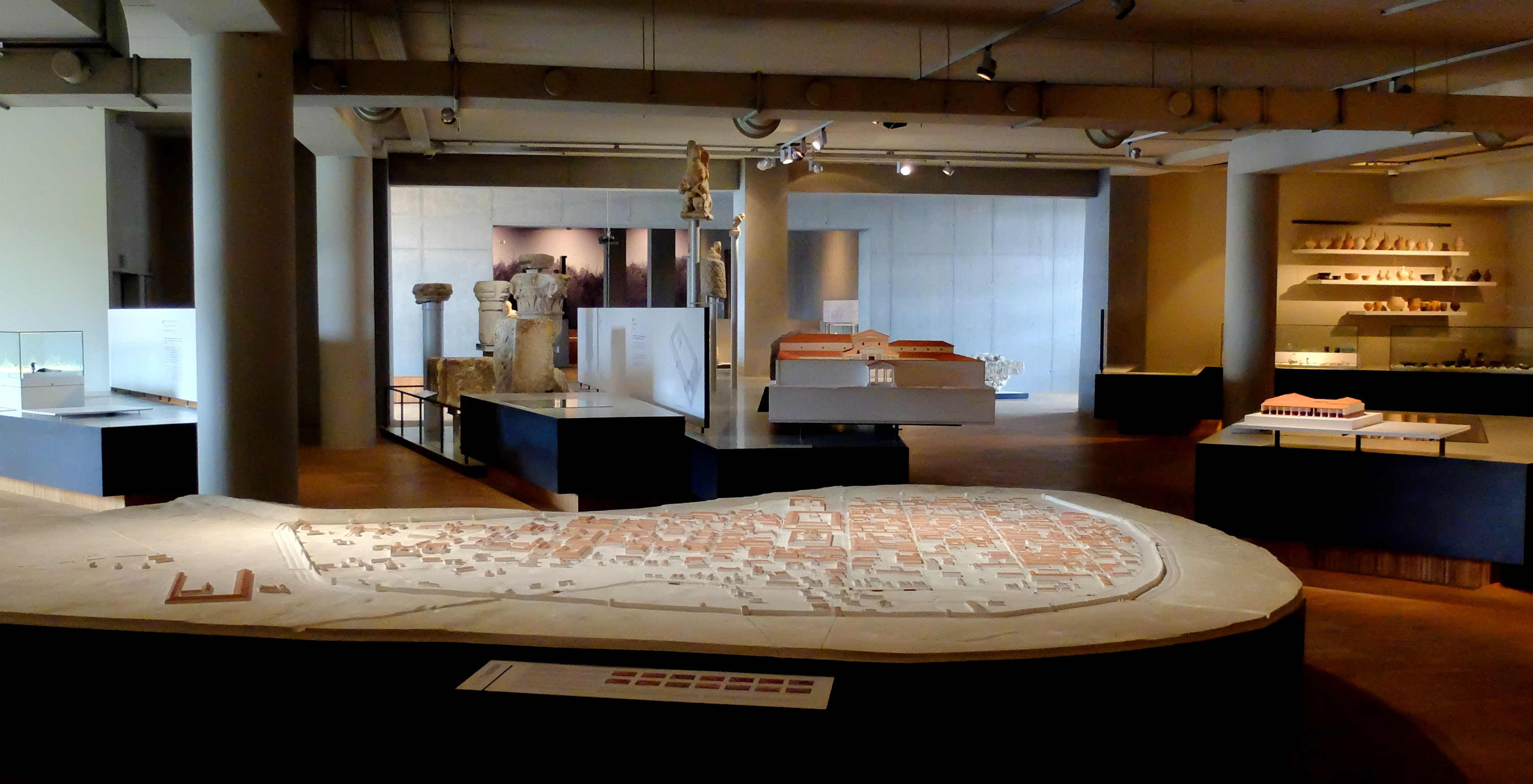
De Romeinse tijd, met een maquette van Atuatuca Tungrorum

In 2011 was het museum de laureaat van de European Museum of the Year Award en was daarmee het eerste Belgische museum dat deze prijs ontving.
In 2014 werd het museum onderscheiden met de Museumprijs ter waarde van 5 000 euro. De jury looft de manier waarop het Gallo-Romeins Museum sinds vele jaren de discipline archeologie in al haar verschijningsvormen in de kijker zet. Daarbij weet het museum volgens de jury tentoonstellingen op te zetten die veel publiek bereiken en een brede pedagogie tot stand te brengen met aandacht voor verschillende doelgroepen.
In 2016 won het museum de Romulusprijs "voor de enorme inspanningen die het museum levert om Rome, de Romeinen en de oudheid in ons land op de kaart te zetten".

## Tijdelijke tentoonstellingen

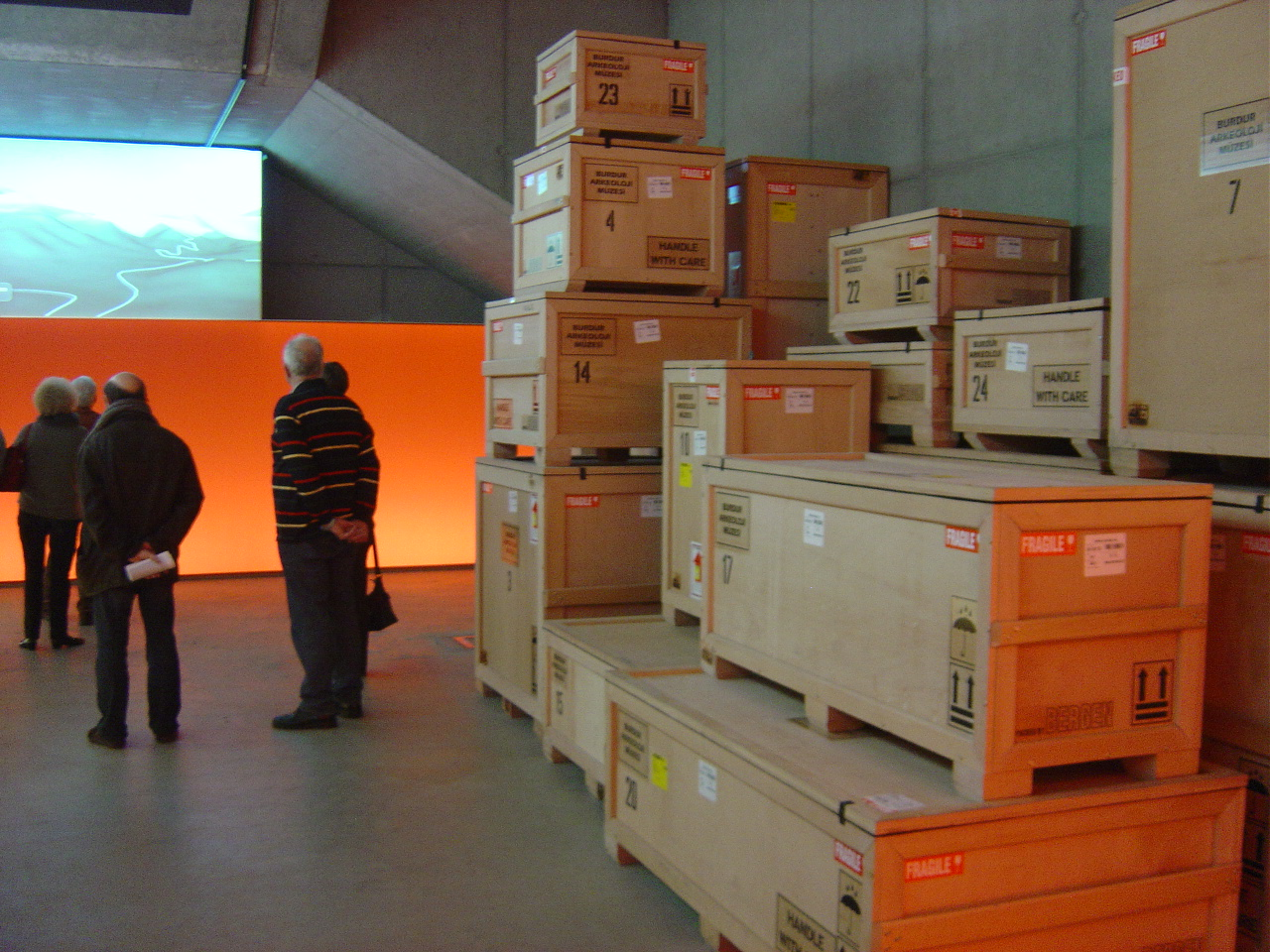
Toegang tot de Sagalassos-expositie

De tijdelijke tentoonstelling Neanderthalers in Europa kende 150.000 bezoekers. In 2011 was de Belgische volksheld Ambiorix het hoofdpersonage van de tentoonstelling Ambiorix, koning der Eburonen. Dit was tevens de eerste tentoonstelling in het nieuwe gebouw. In 2012 ging er een tentoonstelling door van de opgravingen in Sagalassos. Van in het voorjaar tot 11 november 2013 liep er een tijdelijke tentoonstelling rond de Etrusken. In 2015 werden de Noormannen belicht tijdens de tentoonstelling Vikingen!. In 2015 liep er een tentoonstelling met de titel Gladiatoren - Helden van het Colosseum. De tentoonstelling schetste het ontstaan van de gladiatoren, hun leven en het einde van dit tijdperk. Tussen 17 december 2016 en 31 augustus 2017 liep de tentoonstelling Timeless Beauty. De tentoonstelling schetste een beeld van de schoonheidsidealen in de Romeinse tijd aan de hand van teruggevonden artefacten en foto's van Marc Lagrange. In 2018 werd Stonehenge belicht in de expo Stonehenge voorbij het mysterie. In 2019 werd de tentoonstelling Dacia Felix op poten gezet over het verleden van Roemenië. In 2020 en 2021 werd Oog in oog met de Romeinen gecreëerd, een tentoonstelling met Romeinse topstukken uit het British Museum.

## Galerij

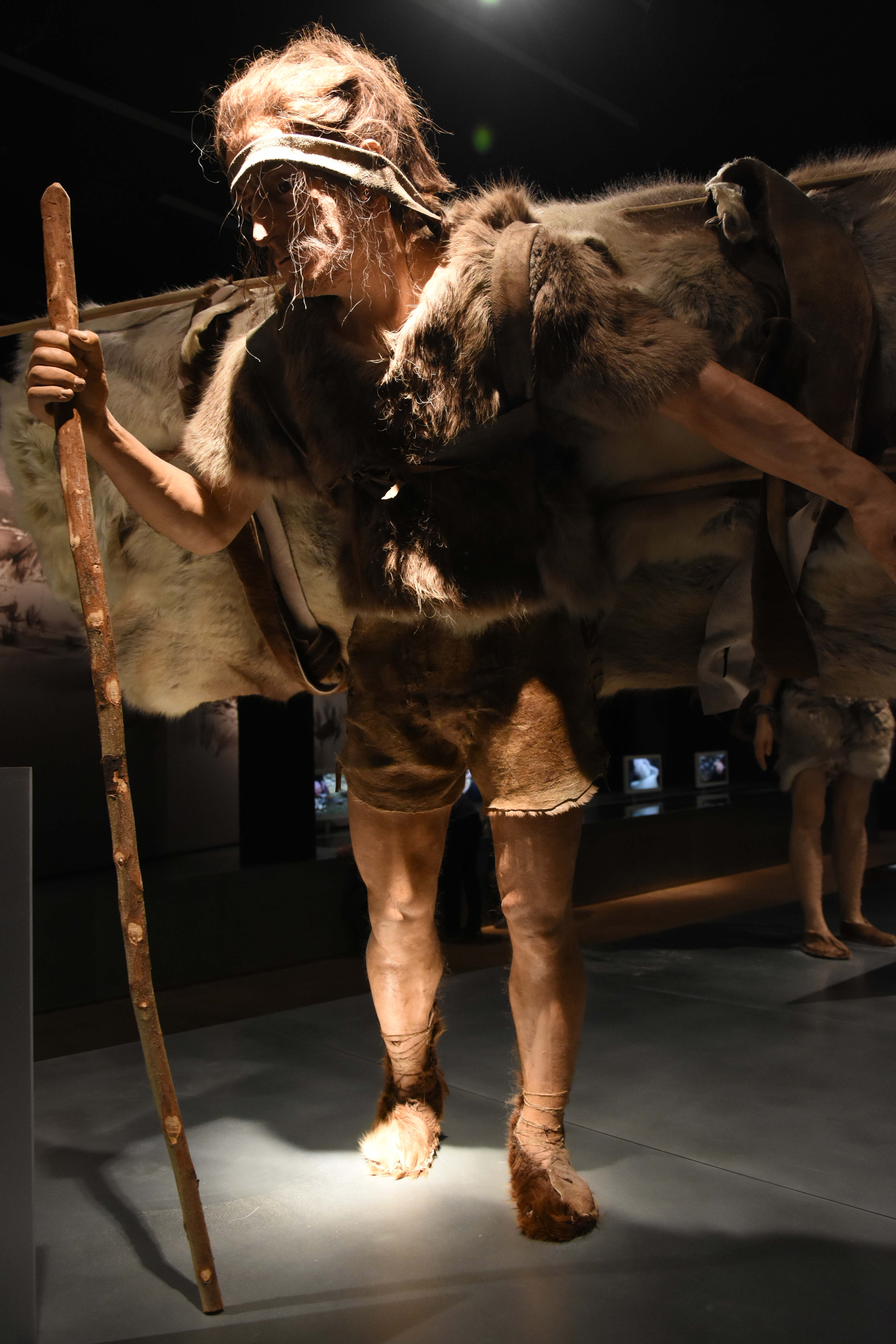
Neanderthalers in het museum in 2018
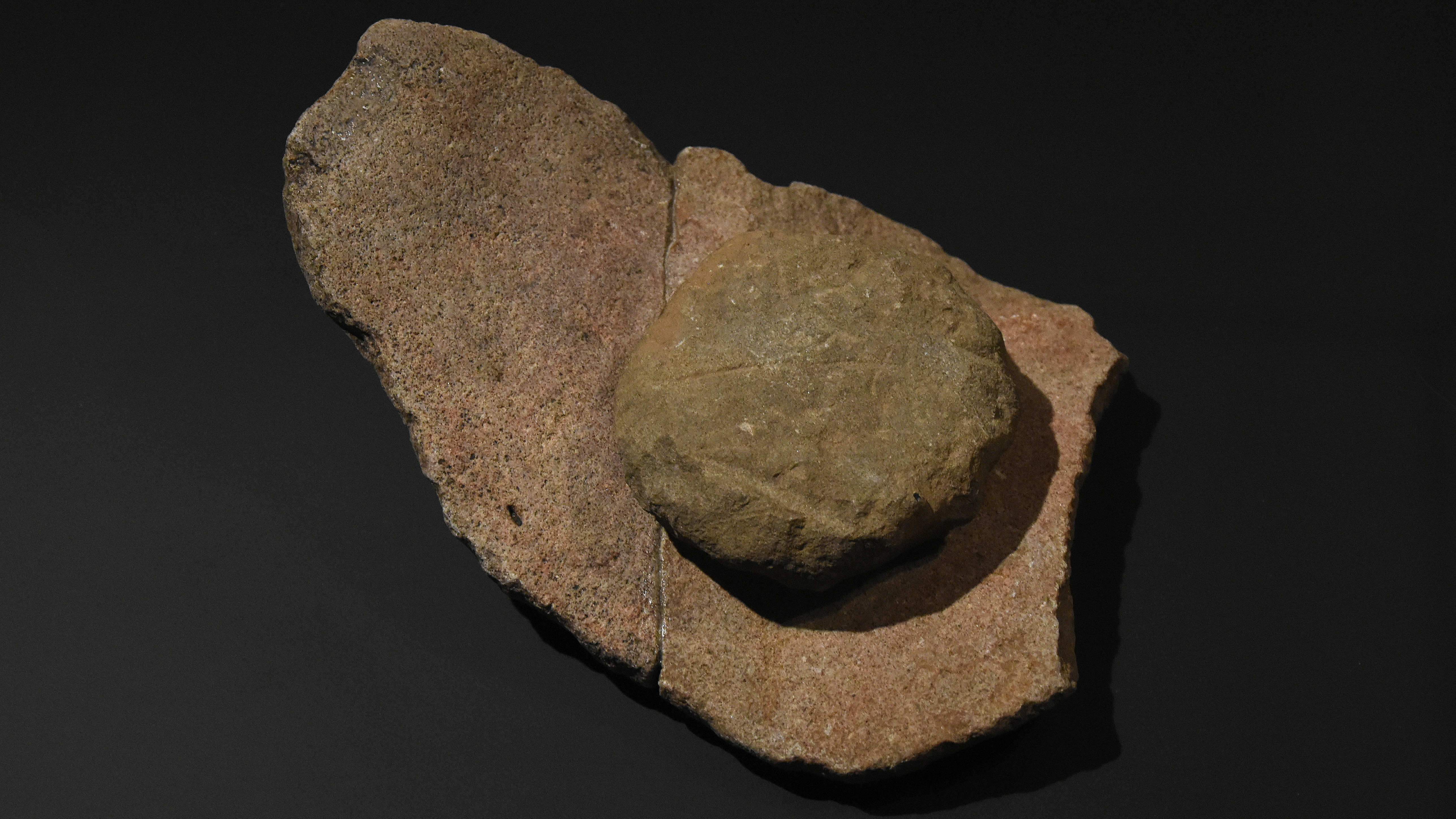
Een maalsteen (Vlijtingen 5300-4900 v.Chr.)
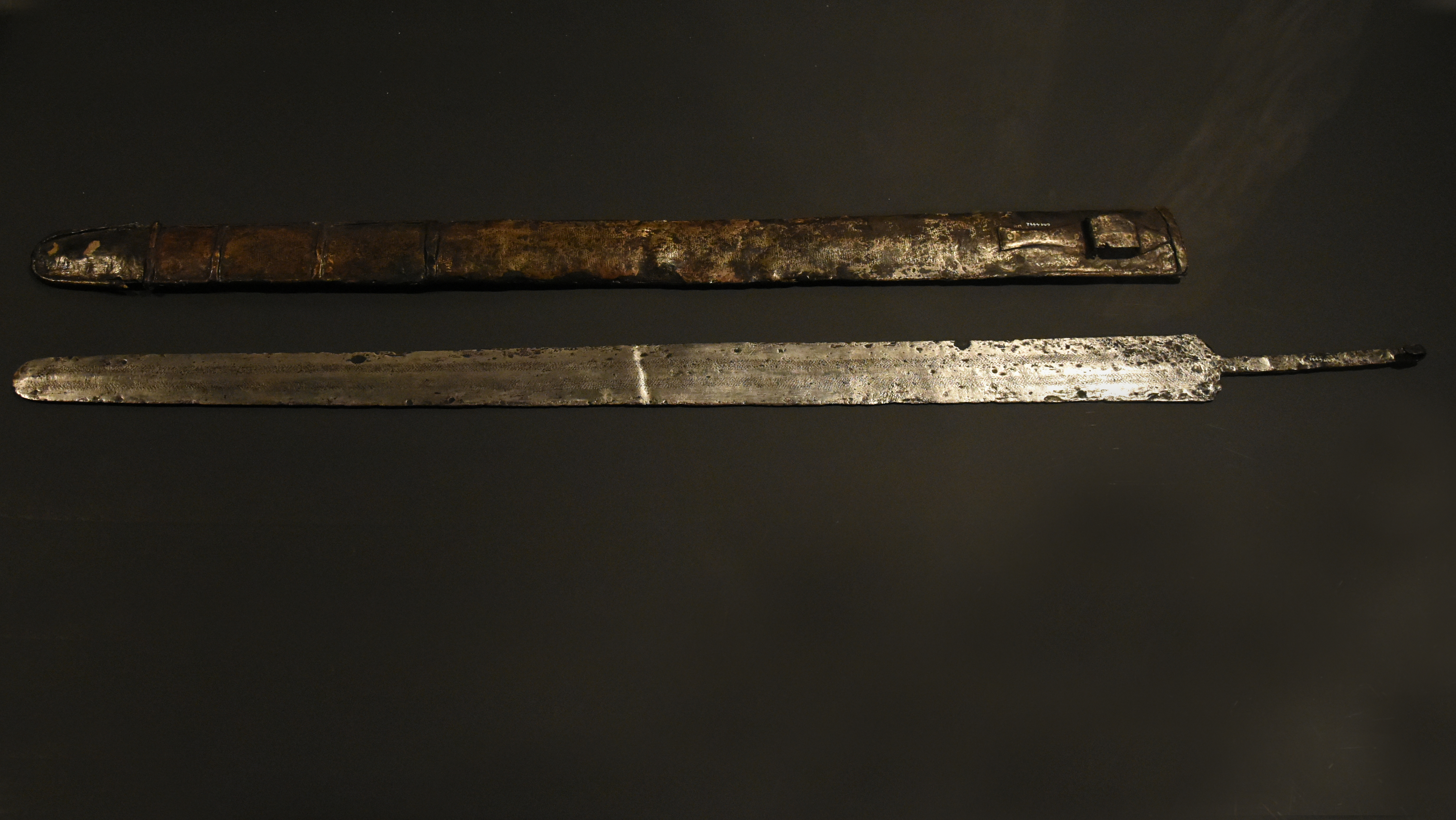
IJzeren zwaard (Schulen, 50 tot 10 v.Chr.)
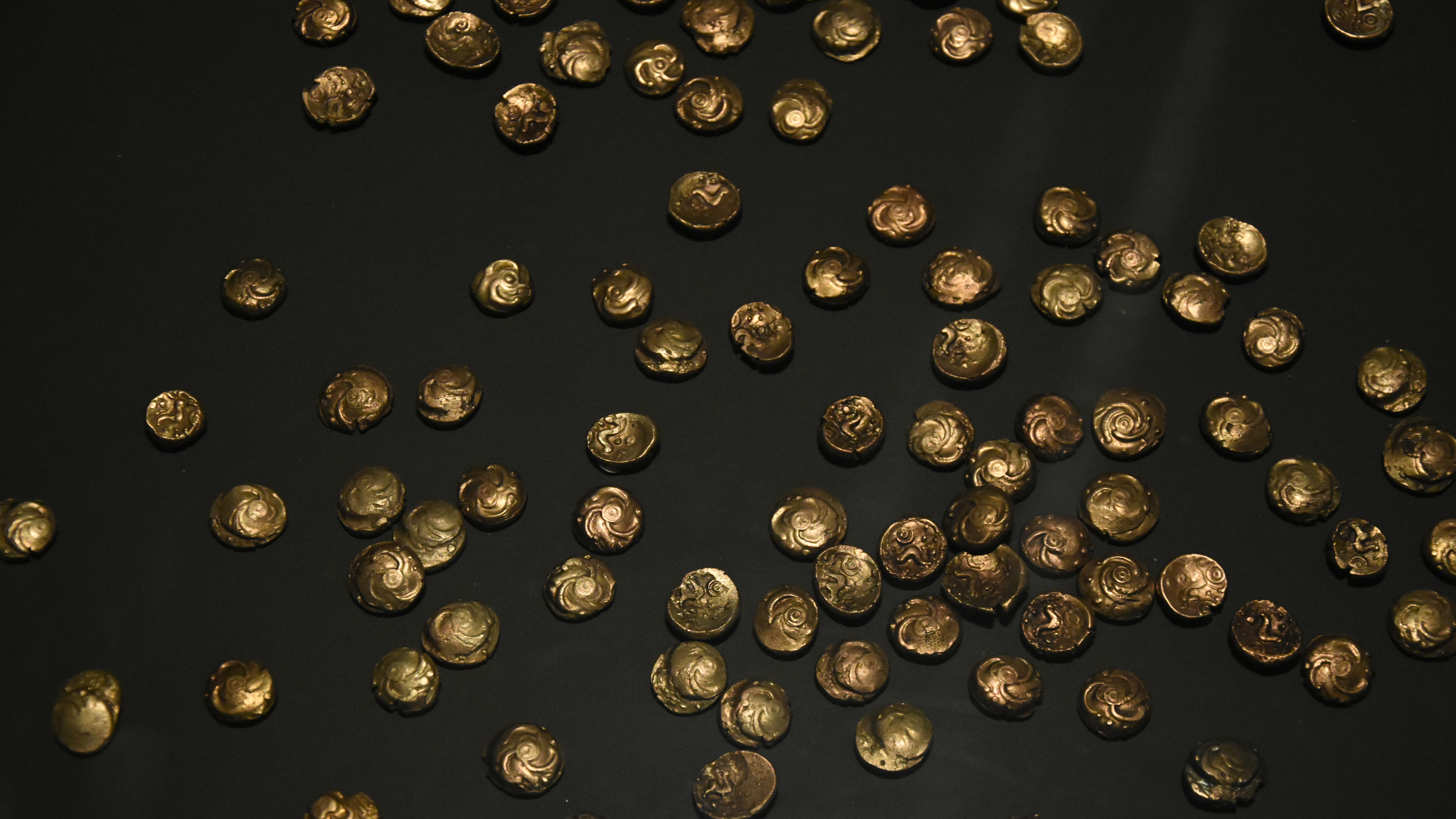
Gouden staters van de Eburonen (Vechmaal 55 v.Chr.)
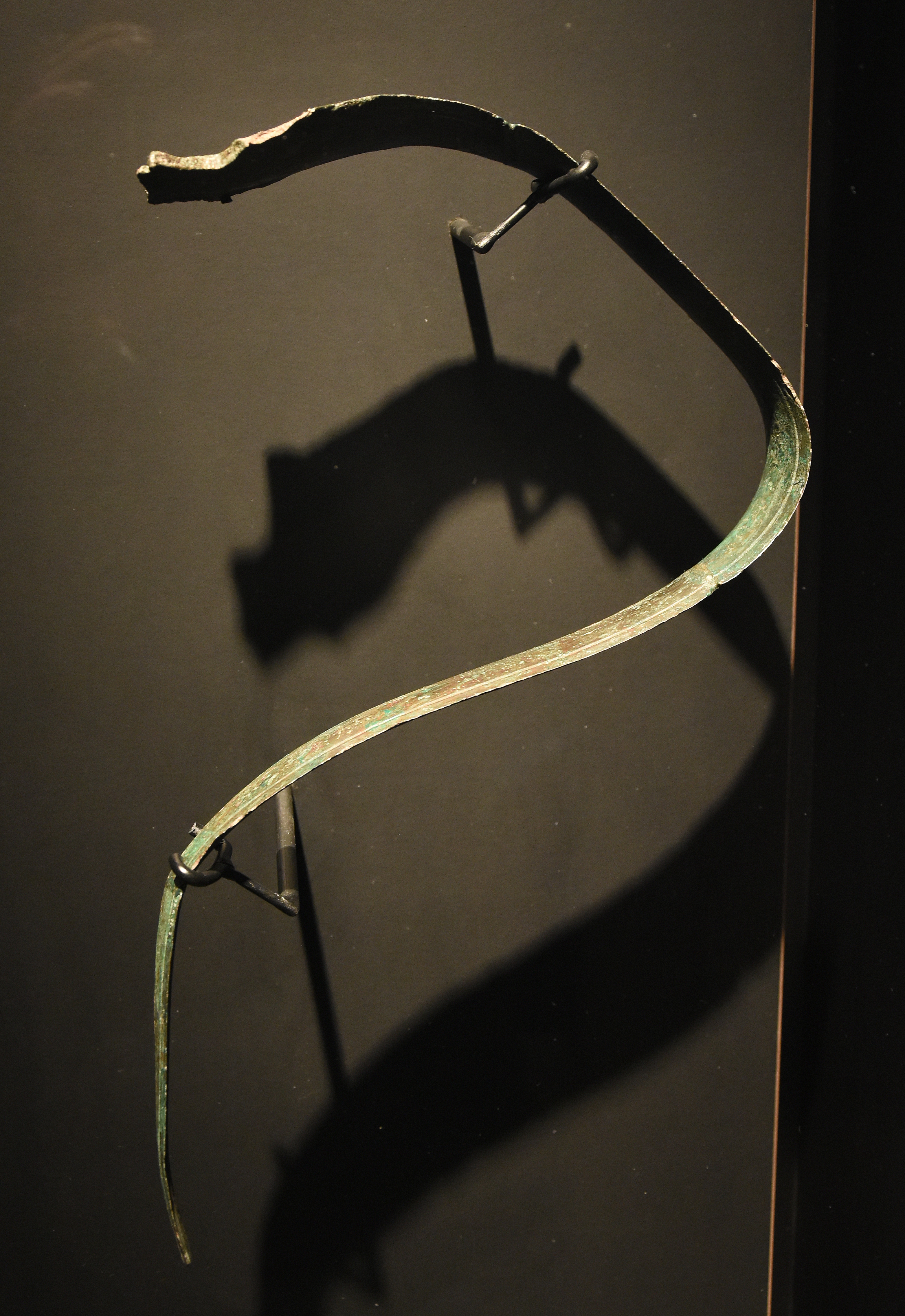
Bronzen zwaard (800-700 v.Chr.), gevonden in Rekem